# Aryan Cargo Express
Aryan Cargo Express (P) Limited (kurz ACE) war eine indische Frachtfluggesellschaft mit Sitz in Neu-Delhi und Basis auf dem Flughafen Neu-Delhi.

## Geschichte
Trotz der Gründung im Dezember 2005 dauerte es knapp fünf Jahre, bis die Gesellschaft den Betrieb aufnehmen konnte. Ursache waren vor allem Probleme mit dem Erhalt der Flugbetriebslizenz, welche die geplante Betriebsaufnahme immer wieder nach hinten verschob. Man plante zum Beispiel zwischenzeitlich auch einen Start im Oktober 2008 oder auch im Januar/Februar 2010. Die Zulassung als Luftfahrtunternehmen (AOC) erhielt die Gesellschaft am 5. März 2010. Aryan folgte schnell mit der Betriebsaufnahme am 24. März 2010, an dem man letztendlich den Charterbetrieb mit einem Frachter vom Typ Airbus A310-300F aufnahm, die Linienrelationen folgten wenig später am 10. Juli 2010. Die meisten Strecken der Aryan Cargo Express lagen im fernöstlichen Raum (Singapur, Kuala Lumpur und Hongkong). In Europa flog die ACE den Flughafen Brüssel-Zaventem an. Im Jahr 2010 stellte die Fluggesellschaft den Flugbetrieb ein.

## Flotte
Zuletzt besaß Aryan Cargo Express einen Airbus A310-300F.